# Siat

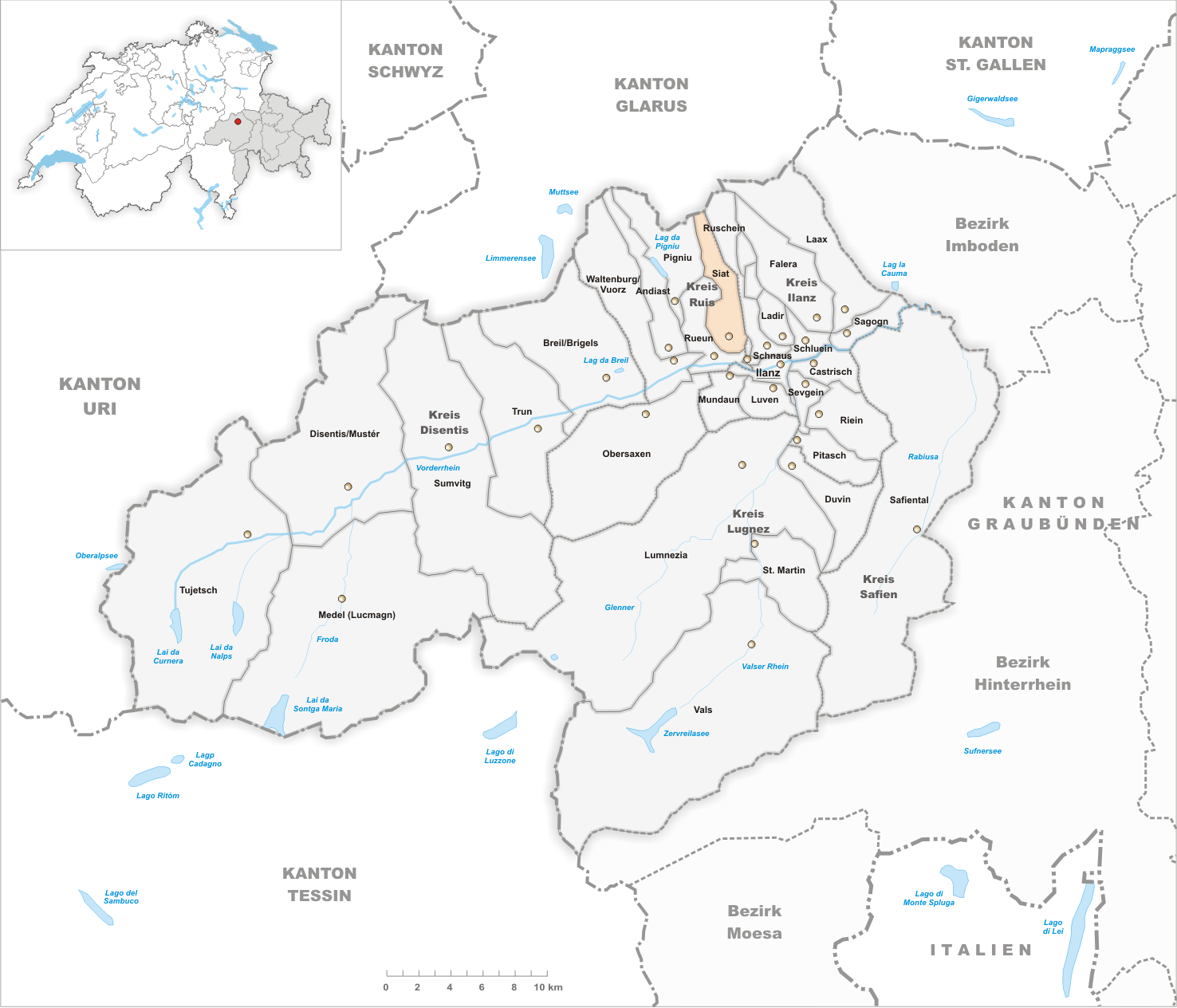
Gemeindestand vor der Fusion am 1. Januar 2014

Siat ([sɪ̯at]ⓘ, deutsch und bis 1943 offiziell Seth) ist eine Fraktion der Gemeinde Ilanz/Glion im Schweizer Kanton Graubünden. Bis Ende 2013 bildete sie eine eigene politische Gemeinde.

## Geographie
Das Haufendorf liegt auf einer Terrasse hoch über dem linken Ufer des Vorderrheins. Die Gemeinde reicht von 930 m ü. M. nördlich von Rueun und Schnaus bis auf eine Höhe von 2833 m in der Nähe des Vorab an der Grenze zum Kanton Glarus. Vom gesamten Gemeindegebiet von 1348 ha sind 689 ha landwirtschaftlich nutzbar, darunter sind 565 ha Maiensässe. 453 ha des Gemeindeareals sind von Wald und Gehölz bedeckt und 180 ha unproduktive Fläche (Gebirge). Die restlichen 26 ha sind Siedlungsfläche.
Die Senda Sursilvana, ein Fernwanderweg entlang des jungen Rheins, führt vom Oberalppass her durch Siat in Richtung Chur.

## Geschichte
Der Ort wurde um 840 als Septe erwähnt. Im Hochmittelalter gehörte Siat zur Herrschaft der Edlen von Friberg, die hier ihre Stammburg hatten. Mit der Herrschaft Jörgenberg gelangte Friberg 1343 an die Freiherren von Rhäzüns, 1458 an die Grafen von Zollern und 1472 an das Kloster Disentis. Siat gehörte bis 1734 zur Gerichtsgemeinde Waltensburg, die aus der Herrschaft Jörgenberg hervorgegangen war. Danach bildete die Nachbarschaft eine Gerichtsgemeinde mit Rueun, Schlans und Andiast. Die um 840 mit Zehntpflichten an das Kloster Pfäfers erwähnte Kirche (St. Florin oder St. Luzius?) war Filiale von Ruschein und löste sich erst 1644 definitiv. In der Reformationszeit blieb Siat beim alten Glauben.
Im 16. Jahrhundert ist Wechselwirtschaft belegt. Bis um 1960 bestanden traditionelle bergbäuerliche Strukturen. In der Landwirtschaft dominieren Viehzucht und Mast. Mit Rueun besteht eine Alpgemeinschaft. Die Gesamtmelioration wurde 1992 bis 2010 durchgeführt. 2005 waren 69 Prozent der in Siat Beschäftigten im ersten Sektor tätig. Ab 2005 gehörte Siat mit Pigniu und Rueun zu einem Schulkonsortium mit gemeinsamem Schulort in Rueun.
Am 1. Januar 2014 fusionierte Siat mit den damaligen Gemeinden Castrisch, Duvin, Ilanz, Ladir, Luven, Pigniu, Pitasch, Riein, Rueun, Ruschein, Schnaus und Sevgein zur neuen Gemeinde Ilanz/Glion.

## Wappen
| Wappen von Siat | Blasonierung: «In Blau über goldenem Kelch ein siebenstrahliger goldener Stern»                                                                                                 |
| Wappen von Siat | Der Kelch steht für den heiligen Florinus, den örtlichen Kirchenpatron; der siebenstrahlige Stern versinnbildlicht den rätoromanischen Namen der Gemeinde, der Sieben bedeutet. |

## Bevölkerung
| Bevölkerungsentwicklung | Bevölkerungsentwicklung | Bevölkerungsentwicklung | Bevölkerungsentwicklung | Bevölkerungsentwicklung | Bevölkerungsentwicklung | Bevölkerungsentwicklung | Bevölkerungsentwicklung |
| ----------------------- | ----------------------- | ----------------------- | ----------------------- | ----------------------- | ----------------------- | ----------------------- | ----------------------- |
| Jahr                    | 1803                    | 1850                    | 1900                    | 1950                    | 1960                    | 2000                    | 2013                    |
| Einwohner               | 203                     | 239                     | 185                     | 219                     | 241                     | 189                     | 178                     |

Von den 193 Bewohnern Ende 2004 waren 191 Schweizer Staatsangehörige.

## Sehenswürdigkeiten
- Die St. Luziuskirche auf einer Anhöhe im Osten des Dorfes wurde 1656 erbaut. Die Wandmalereien im Chor stammen von Hans Ardüser.[3]
- Oberhalb des Dorfes liegen die Ruinen der Burg Friberg aus dem Beginn des 13. Jahrhunderts.
- Im Dezember 2010 wurde mitten im Dorf die Ustria Steila eröffnet, ein Bau des Bündner Architekten Gion A. Caminada.

## Bilder

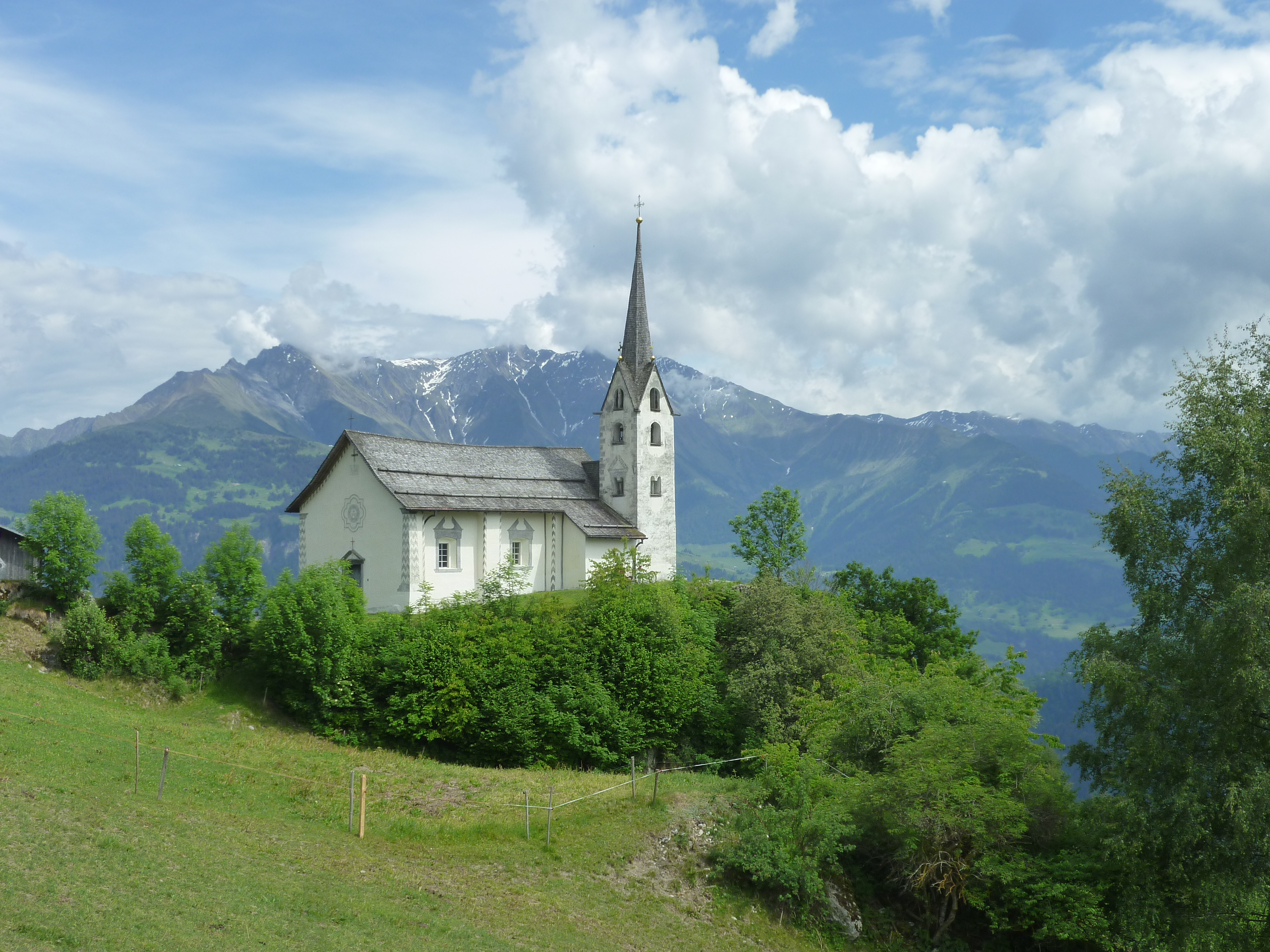
St. Luziuskirche
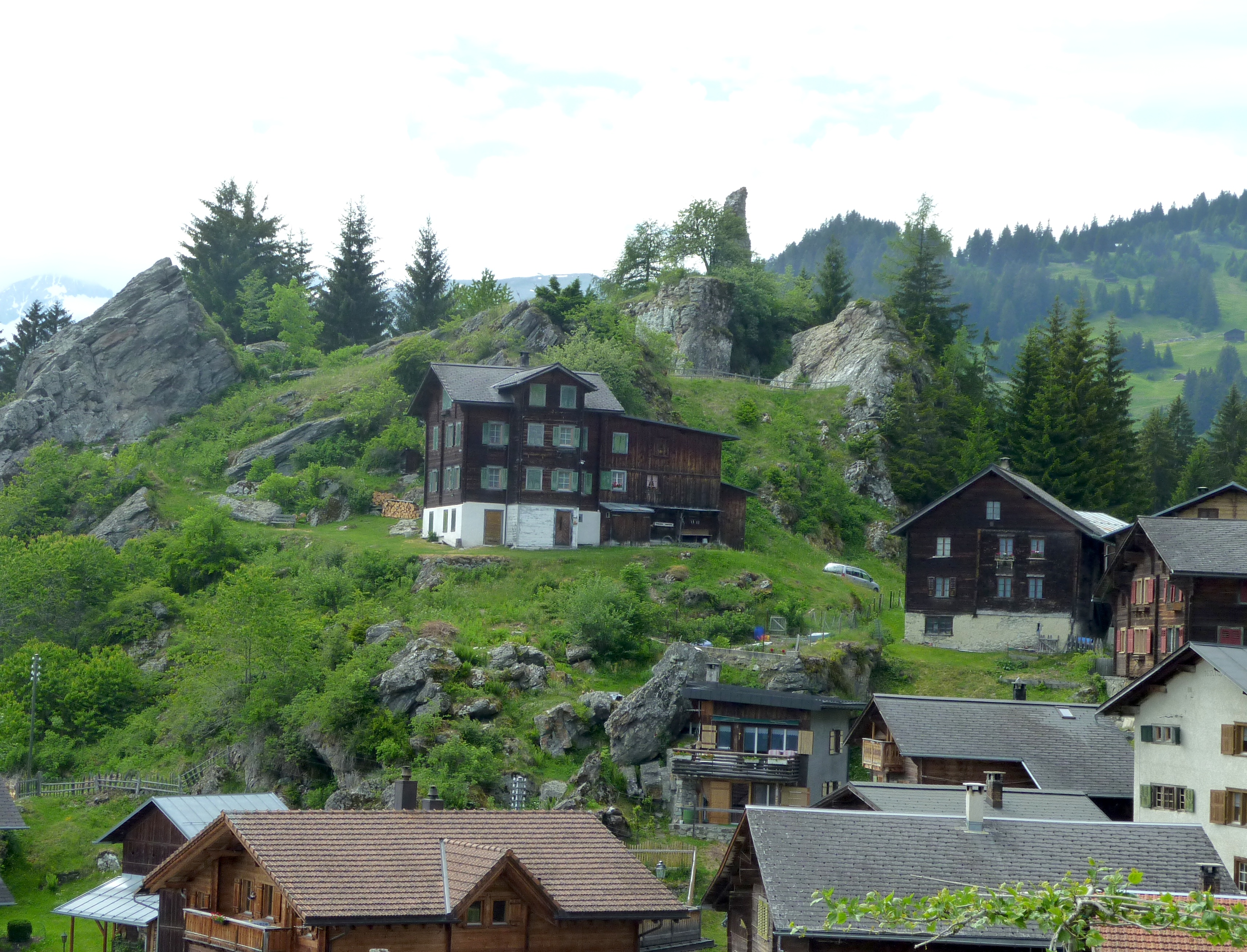
Burghügel mit der Ruine der Burg Friberg
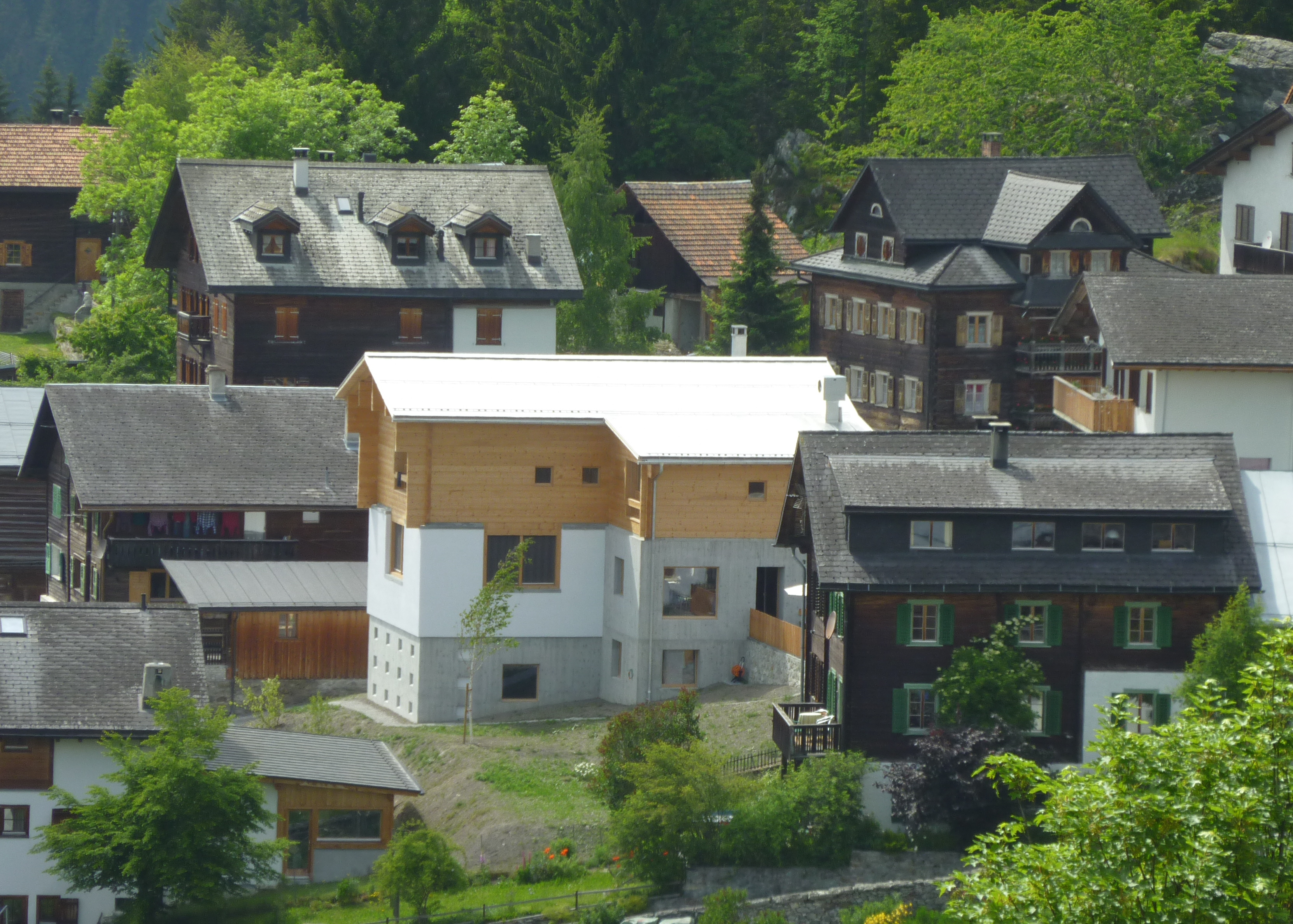
Ustria Steila

## Persönlichkeiten
- Balthasar de Vincenz (* 1789 in Siat; † 1858 in Disentis), Offizier in spanischen Diensten